# Hilaire Momi
Hilaire Momi (16 maart 1990) is een Centraal-Afrikaans voetballer. Hij speelt als aanvaller. Sinds januari 2016 wordt hij uitgeleend aan Seraing United. Momi debuteerde in 2007 in het Centraal-Afrikaans voetbalelftal.

## Carrière
Momi begon zijn carrière in zijn thuisland bij Derbaki Football Center 8. Daarna trok hij naar het Kameroense Cotonsport Garoua, waarmee hij in 2011 kampioen werd. Dit leverde hem een transfer op naar Le Mans FC in Frankrijk. In 2013 werd zijn contract echter niet verlengd. Een jaar later tekende Momi na een geslaagde testperiode een contract bij het Belgische Sint-Truidense VV. Bij zijn debuut op 2 augustus 2014 tegen Excelsior Virton viel hij in en maakte hij diezelfde wedstrijd een doelpunt.
Hij werd op het einde van dat seizoen topschutter van de club met 13 doelpunten. Hierdoor werd zijn contract verlengd.
In zijn tweede seizoen bij Sint-Truidense VV kwam hij meer dan 2 maanden te laat aan op de club. Dit omdat hij met visumprolemen vastzat in Kameroen. Hierdoor miste hij de volledige voorbereiding en de eerste vijf speeldagen. Op 28 augustus 2015 kwam hij aan op de club.

## Statistieken[3]
| seizoen | club                      | land      | competitie                      | wed. | goals |
| ------- | ------------------------- | --------- | ------------------------------- | ---- | ----- |
| 2007/08 | Derbaki Football Center 8 | CAF       | Central African Republic League | ?    | ?     |
| 2008/09 | Cotonsport Garoua         | Kameroen  | Première Division               | ?    | ?     |
| 2009/10 | Cotonsport Garoua         | Kameroen  | Première Division               | ?    | ?     |
| 2010/11 | Cotonsport Garoua         | Kameroen  | Première Division               | ?    | ?     |
| 2011/12 | Le Mans FC                | Frankrijk | Ligue 2                         | 20   | 2     |
| 2012/13 | Le Mans FC                | Frankrijk | Ligue 2                         | 8    | 0     |
| 2013/14 | Le Mans FC                | Frankrijk | Ligue 2                         | 0    | 0     |
| 2014/15 | Sint-Truidense VV         | België    | Tweede klasse                   | 30   | 13    |
| 2015/16 | Sint-Truidense VV         | België    | Jupiler Pro League              | 9    | 0     |
| 2015/16 | →RFC Seraing              | België    | Tweede klasse                   | 12   | 1     |
| 2016/17 | Raja Casablanca           | Marokko   | Botola Maroc Telecom            | 8    | 4     |
| 2017/18 | Raja Casablanca           | Marokko   | Botola Maroc Telecom            | 2    | 0     |
|         |                           |           | Totaal                          | 89   | 20    |

## Erelijst
| Competitie      | Winnaar         | Winnaar         |
| Competitie      | Aantal          | Jaren           |
| Raja Casablanca | Raja Casablanca | Raja Casablanca |
| --------------- | --------------- | --------------- |
| Coupe du Trône  | 1x              | 2017            |